# Ego Trippin’
Ego Trippin – dziewiąty album muzyczny amerykańskiego rapera Snoop Dogg’a. Album miał pierwotnie nie zawierać żadnych gości, skąd tytuł. Jednak później raper zrezygnował z tego pomysłu w efekcie czego udzielają się tu również inni wykonawcy. Piosenki zamieszczone na albumie mają bardzo różnorodny styl, od ciężkich i wolnych („Neva Have 2 Worry”) po wesołe („My Medicine”).

## Sprzedaż
Album sprzedał się w 137.000 kopiach w pierwszym tygodniu. Sprzedano 500.000 egzlemplarzy na całym świecie. Jest to pierwszy solowy album Snoop Dogg’a, który nie dostał jakiegokolwiek cerytfikatu RIAA.

## Lista utworów
| #  | Tytuł                       | Producent                         | Goście                     | Sampel                                   | Czas |
| -- | --------------------------- | --------------------------------- | -------------------------- | ---------------------------------------- | ---- |
| 1  | „A Word Witchya! (Intro)”   | Scoop DeVille                     |                            | Marvin Gaye – „Distant Lover”            | 1:20 |
| 2  | „Press Play”                | DJ Quik                           | Kurupt                     | The Isley Brothers – „Atlantis”          | 3:48 |
| 3  | „SD Is Out”                 | Teddy Riley                       | Charlie Wilson             |                                          | 3:50 |
| 4  | „Gangsta Like Me”           | Teddy Riley                       |                            |                                          | 4:26 |
| 5  | „Neva Have 2 Worry”         | Niggaracci                        | Uncle Chucc                |                                          | 4:18 |
| 6  | „Sexual Eruption”           | Shawty Redd                       |                            |                                          | 4:00 |
| 7  | „Life of da Party”          | Scoop DeVille                     | Too $hort Mistah F.A.B.    |                                          | 4:23 |
| 8  | „Waste of Time”             | Raphael Saadiq                    | Raphael Saadiq Bobby Ozuna |                                          | 3:33 |
| 9  | „Cool”                      | Teddy Riley                       |                            |                                          | 4:01 |
| 10 | „Sets Up”                   | The Neptunes                      | Pharrell Williams          | Jay-Z – „Hola’ Hovito”                   | 3:44 |
| 11 | „Deez Hollywood Nights”     | Nottz                             |                            | Brooklyn Dreams – „Hollywood Knights”    | 4:39 |
| 12 | „Whateva U Do”              | Khao                              |                            |                                          | 3:46 |
| 13 | „Staxxx in My Jeans”        | Rick Rock                         |                            |                                          | 3:49 |
| 14 | „Been Around tha World”     | Niggaracci                        |                            |                                          | 3:36 |
| 15 | „Let it Out”                | Teddy Riley                       |                            |                                          | 2:38 |
| 16 | „My Medicine”               | Everlast                          | Willie Nelson Everlast     |                                          | 2:40 |
| 17 | „Ridin’ in My Chevy”        | Scoop DeVille                     |                            |                                          | 3:15 |
| 18 | „Those Gurlz”               | Teddy Riley DJ Quik Scoop DeVille |                            | Bee Gees – „Too Much Heaven”             | 4:00 |
| 19 | „One Chance (Make it Good)” | Frequency                         |                            | Prince Phillip Mitchell – „Make It Good” | 3:33 |
| 20 | „Why Did You Leave Me”      | Hitboy Polow da Don               |                            | Mike Oldfield – „Celtic Rain”            | 4:07 |
| 21 | „Can’t Say Goodbye”         | Teddy Riley                       | Charlie Wilson             | Bruce Hornsby – „The Way It Is”          | 4:08 |